# Santo Domingo (Kolumbia)
Santo Domingo – miasto w Kolumbii, w departamencie Antioquia.